# Барини
Барини (крим. Barın) — тюркський рід, один із чотирьох найсильніших бейських родів Кримського ханства — карачі-беків, які могли затверджувати кримських ханів на престолі і були державною радою цієї держави, на якій вирішувалася зовнішня політика Криму.
Барини були серед тих бейських родів Кримського улусу, які в результаті наради вирішили запросити з Литви спадкоємця Чингісхана — Хаджі I Ґерая, який ховався там після смерті Джаніке та ослаблення його становища в Криму, який вже повністю відокремився від Орди під час правління Джаніке. Так, до великого князя литовського Казимира прибуло посольство від родів Барин і Ширін. Вони пояснили Казимиру, що хочуть бачити Хаджі Ґерая своїм ханом. Хаджі Ґерай був запрошений Казимиром до Києва з Ліди, зустрівся там із бейськими послами, а потім разом із ними вирушив до Криму. Коли Хаджі Ґерай досяг Криму, всі беї та мирзи на чолі з Тегені присягнули йому як правителю.
Роди Барін, Ширін, Аргун, Кипчак вважаються давніми елями Тохтамиша. Під ім'ям бахрин-барин були відомі монгольські племена правого крила, що увійшли до родоплемінної структури Золотої Орди в XIV столітті. У бахринів епохи Тохтамиша чи розташовувався в правому крилі Золотої Орди.